# Veiteknock
Der Veiteknock ist ein Berg im Frankenwald nordöstlich der Geroldsgrüner Gemeindeteile Hermesgrün und Langenbach. Er ist 707 m ü. NHN hoch und weniger als einen Kilometer von der Thüringer Landesgrenze entfernt. 
Der Hügel ist teilweise bewaldet und wird auf einer Landstraße umfahren. Die Erhebung ist auch über Wanderwege erreichbar.